# كبلر-56b
كيبلر 56 بي (بالإنجليزية: Kepler-56b)‏ هو كوكب خارج المجموعة الشمسية، في كوكبة الدجاجة (كوكبة)، يتبع كيبلر 56.

## الاكتشاف
اكتشف في 16 أكتوبر 2013.